# Vall de Núria
Pour les articles homonymes, voir Núria (homonymie).
Vall de Núria est une station de ski située dans la Vallée de Núria dans les Pyrénées catalanes, en Espagne.

## Géographie
C'est une petite station de ski familiale et accueillante, dotée d'un système d'enneigement artificiel permettant de pratiquer le ski et le snowboard tout au long de la saison.
Les paysages sont magnifiques, entourés de sommets culminant à près de 3 000 mètres.
La seule manière d'accéder à la station est un train à crémaillère, le seul d'Espagne jusqu'à la réouverture le 11 juin 2003 du chemin de fer à crémaillère de Montserrat (fermé depuis 1957).

## Infrastructures et service
Cette station dispose de tous les services habituels : école de ski, restaurant, hôtels, commerces, téléphone, une bibliothèque et un auditorium.